# 日本耳科学会
一般社団法人日本耳科学会（にほんじかがっかい、英語名 The Japan Otological Society） は、耳科学および関連学問の進歩発展をはかる目的で1991年に発足した学会。
事務局を東京都港区高輪2-14-14高輪グランドハイツ707号室に置いている。

## 事業
- 学術講演会・研究会の開催、会誌の刊行、各種委員会の設置など[1]

## 機関誌
- 『日本耳科学会誌（Otology Japan）』　年5回